# Jan Rokyta

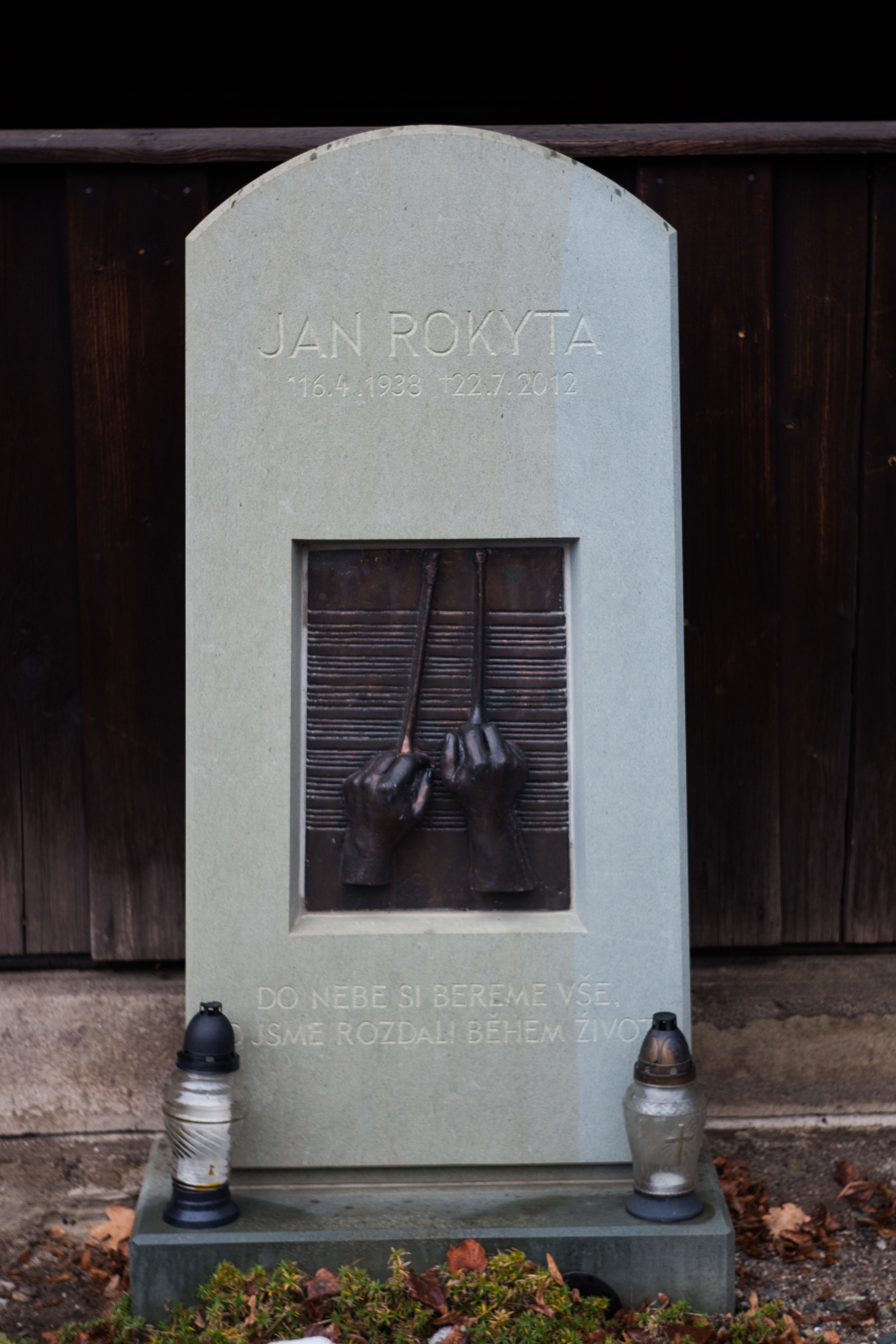
Pamětní deska Jana Rokyty na Valašském Slavíně

Jan Rokyta (16. dubna 1938, Jasenná u Vizovic – 22. července 2012, Ostrava) byl český hudebník-multiinstrumentalista a rozhlasový redaktor.

## Život
Od roku 1955 působil jako externí pracovník Československého rozhlasu Ostrava, kde se se svými zkušenými kolegy Věrou Šejvlovou, Jaromírem Dadákem a Dr. Ivo Stolaříkem se věnoval terénním záznamům autentických lidových projevů v etnografických oblastech Valašska a Horných Kysuc. Při studiu hornické průmyslové školy působil příležitostně jako cimbalista v kapele Vsacká Pětka, během pozdějšího studia na Vysoké škole báňské (VŠB) působil v Cimbálové muzice VŠB. v roce 1958 patřil mezi zakládající členy Cimbálové muziky Technik ,jíž byl po celou dobu její existence (1958–2012) také uměleckým vedoucím, cimbalistou a kontrabasistou.
V letech 1970 až 1980 působil multiinstrumentalista a hudební upravovatel v souboru Pražských madrigalistů, se kterým koncertoval ve většině zemí Evropy, Kanadě a USA. V letech 1980–1998 byl hudebním redaktorem Československého a později Českého rozhlasu v Ostravě, kde se spolu se svým kolegou Dr. Jaromírem Gelnarem podílel na systematickém mapování folklorních těles a sólistů (především) z tehdejšího Severomoravského kraje. V období let 1970–1996 upravoval lidové písně rozhlasové natáčení Cimbálové muziky Technik, která v této etapě působila jako dvorní folklorní těleso Československého rozhlasu Ostrava. K nejvýznamnějším počinům rozhlasové prvovýroby patří nahrávky s valašskými zpěváky Jarmilou Šulákovou a Josefem Lažou. Jan Rokyta a jeho CM Technik ovšem spolupracovali s celou řadou dalších lidových zpěváků, k těm nejvýznamnějším patří Naděžda Vahalíková, sestry Žabkovy, Martin Hrbáč, Luboš Holý, Dušan Holý, Pavel Jurkovič, Václav Harnoš, Martin Zálešák nebo Pavel Ptáček.
Jan Rokyta se podílel na přípravě několika hudebních festivalů: byl členem programové rady Mezinárodního folklorního festivalu Strážnice (MFF Strážnice), připravoval pořady pro Rožnovské slavnosti, Hudecké dny Slávka Volavého a Festival hudebních nástrojů lidových muzik v Uherském Hradišti). a stál rovněž u zrodu Sochových národopisných slavností ve Lhotce pod Ondřejníkem. V rámci své činnosti etnografické a publikační po dlouhá léta úzce spolupracoval s Valašským muzeem v Rožnově pod Radhoštěm (VMP) a s Národním ústavem lidové kultury ve Strážnici (NULK).
Za svůj život upravil Jan Rokyta téměř tisíc lidových nápěvů především z Moravy a Slezska, ale i z Čech, Slovenska a Rumunska. Upravoval nejen pro Cimbálovou muziku TECHNIK a Pražské madrigalisty, ale i pro Brněnský rozhlasový orchestr lidových nástrojů (BROLN), Vojenský umělecký soubor Ondráš (VUS Ondráš) a pro cimbálové muziky, s kterými spolupracoval.
V roce 2012 se stal Jan Rokyta čestným občanem své rodné obce Jasenná. Zemřel v Ostravě téhož roku (22. 7. 2012) a je pohřben v Jasenné. Vzhledem k mimořádnému významu jeho uměleckého odkazu byly Janu Rokytovi postaveny dvě pamětní desky: ve Valašském muzeu v přírodě v Rožnově pod Radhoštěm a na Soláni, poblíž Informačního centra Zvonice (IC Zvonice)